# Annam
Annam (vietnamesisch An Nam, von chinesisch 安南, „Befriedeter Süden“) ist die historische Bezeichnung für eine Region in Südostasien, die sich über den zentralen Teil des heutigen Vietnam, zwischen den historischen Regionen Cochinchina im Süden und Tonkin nördlich des Flusses Ma erstreckt. Die Region war ab 1834 im Vietnamesischen als Trung Kỳ (von chinesisch 中圻, „Mittlere Grenze“) bekannt. Im Jahr 1884 verwandelten die Franzosen die Region in ein Protektorat unter der Bezeichnung Kaiserreich Annam (vietnamesisch Đế quốc An Nam).

## Geografie und Einwohnerzahl

Annam ist auf der Karte Indochinas lila dargestellt.

Annam wird im Westen von Kambodscha und Laos, im Osten vom Südchinesischen Meer begrenzt. Die bedeutendste Stadt und historische Hauptstadt ist Huế, weitere wichtige Städte sind Đà Nẵng und Vinh.
Als Truong Son oder Annamitisches Hochland wird die dünn besiedelte Gebirgsregion im Hinterland Mittel- und Südvietnams bezeichnet. Diese größte der fünf Hauptlandschaften Vietnams ist vor allem Siedlungsgebiet ethnischer Minderheiten. Sie wird von der Annamitischen Kordillere (vietn. Dãy Trường Sơn) durchzogen, einer 1100 km langen Gebirgskette, die sich auch noch auf das Staatsgebiet von Laos erstreckt. Das Gebirge verläuft parallel zur Küste des Südchinesischen Meeres und trennt die große Ebene des Mekong im Süden (siehe Mekong-Delta) vom schmalen, langen Küstenstreifen Mittelvietnams. In seinem Nordteil liegt das 2711 m hohe Bergmassiv Phu Xai Lai Leng.
Das 56. Statistische Jahrbuch von Frankreich für die Periode 1940–1945 gibt eine Fläche von 147.600 km² für Annam an (Vietnam insgesamt 328.000 km²).
Die Bevölkerungszahl im Jahr 1936 betrug 5.656.000 (von 18.972.000 für Vietnam insgesamt).

## Geschichte

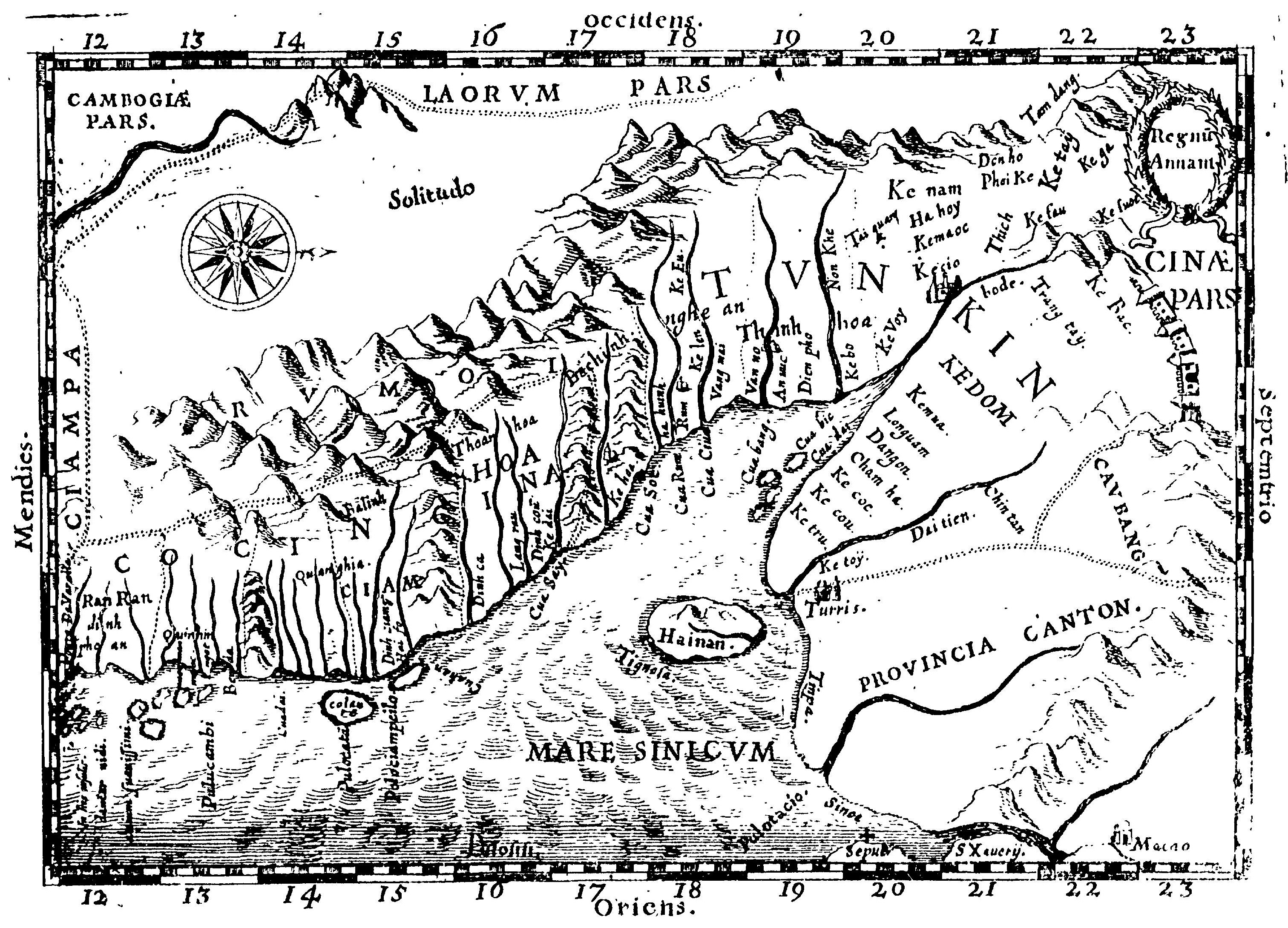
Karte Annams, gezeichnet von Alexandre de Rhodes 1651

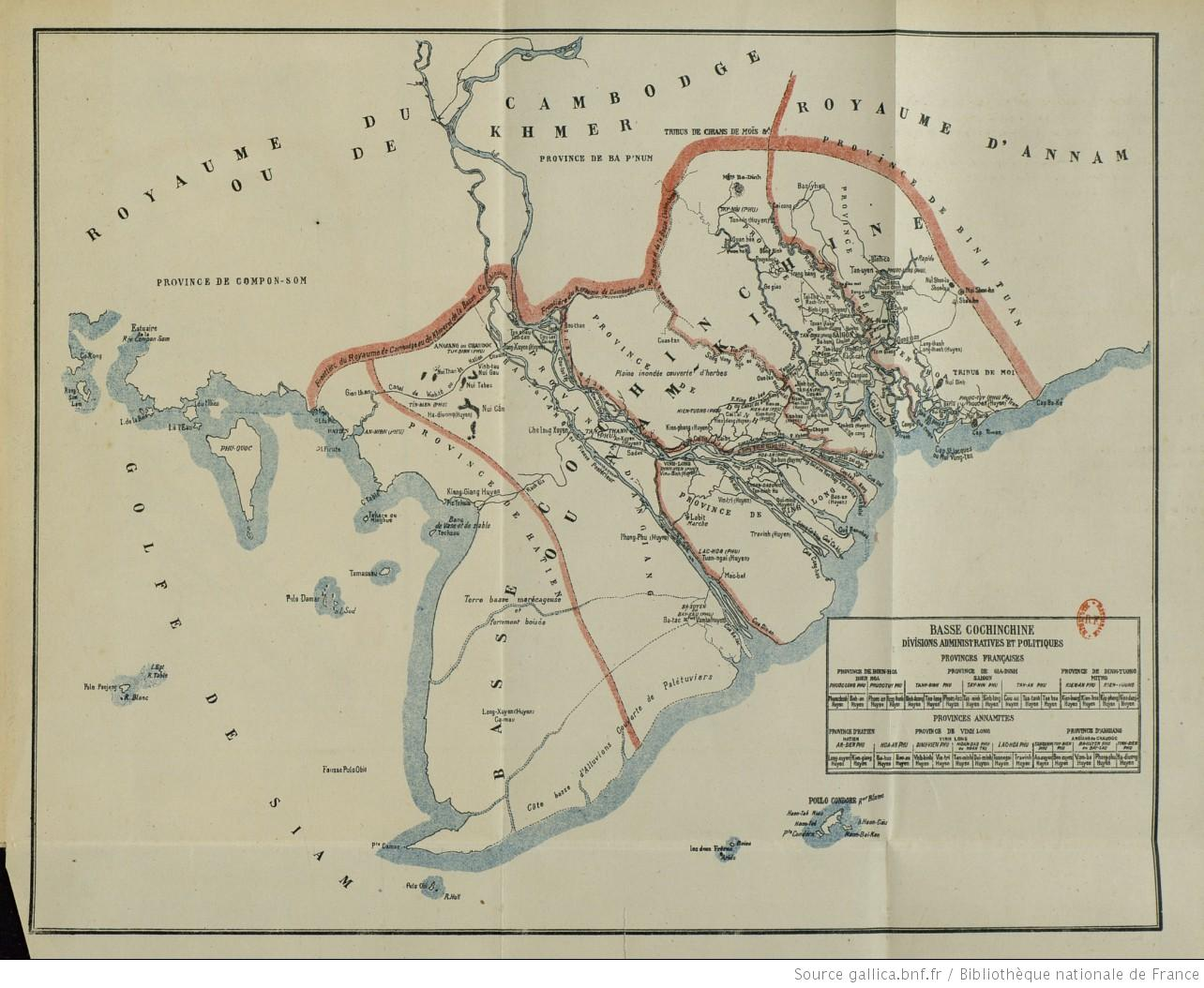
Karte von Cochinchina (1861). Das nördlich angrenzende Annam ist hier als Königreich Annam (Royaume d'Annam) eingetragen.

Flagge des französischen Protektorats Annam

In Dokumenten des Jahres 1164 der chinesischen Song-Dynastie tauchte die Bezeichnung Annam (An-nam Quoc) für den vietnamesischen Feudalstaat erstmals auf.
Im Jahr 1882 gab es zwischen China und Frankreich um die Region Annam (und Tonking) kriegerische Auseinandersetzungen. Mit dem Frieden von Tientsin 1885 überließen die Chinesen Annam endgültig den Franzosen als Protektorat. Ab dieser Zeit bezieht sich Annam nur noch auf die Region Trung Bộ, also Mittelvietnam. Die Amtssprache war fortan Französisch.

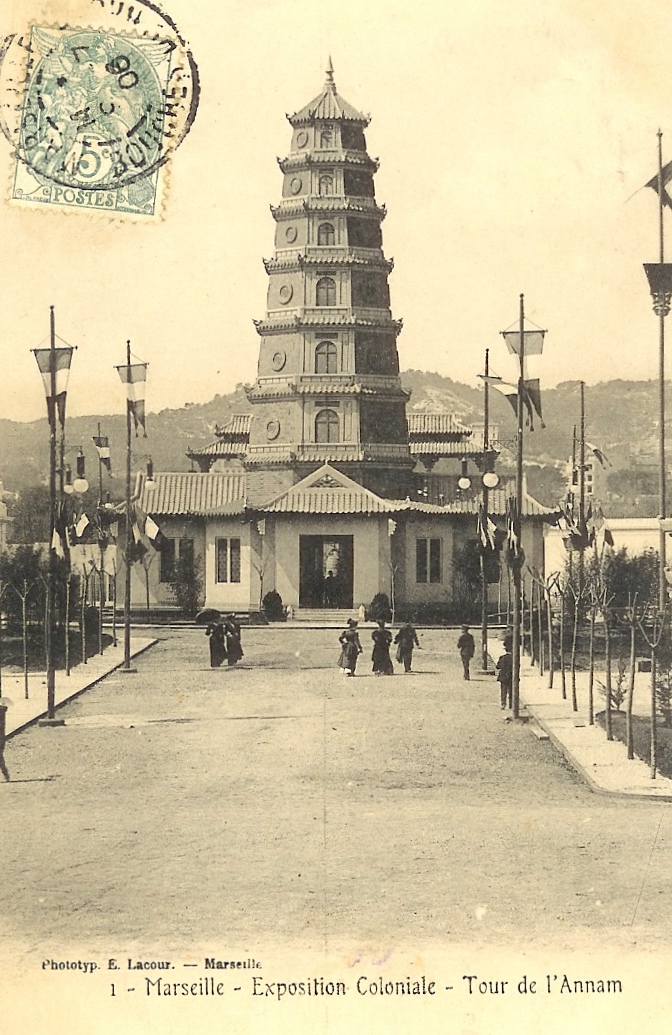
Postkarte des Annamturms, errichtet für die Kolonialausstellung 1906 in Marseille

Nach dem Ende des Zweiten Weltkriegs erlangte Annam/Vietnam kurzzeitig die politische Selbstständigkeit. Aber erst infolge der Beschlüsse der Indochinakonferenz im Jahr 1954 zogen sich die Franzosen aus Annam und aus ganz Vietnam zurück. Die Region wurde Teil des Vietnamesischen Staates.